# تاكانوري هاتانو
تاكانوري هاتانو (باليابانية: 幡野 貴紀) (مواليد 6 سبتمبر 1994)، هو لاعب كرة قدم سابق كان يلعب كلاعب وسط.

## وصلات خارجية
- تاكانوري هاتانو على موقع رابطة كرة القدم اليابانية للمحترفين (اليابانية)
- تاكانوري هاتانو على موقع Soccerway.com (الإنجليزية)